# Мост Велогонки Мира
Мост Велогонки Мира (чеш. Most Závodu míru) — автомобильный мост через Влтаву в Праге в районе Збраслав. Это первый пражский мост по течению Влтавы еще до впадения Бероунки, находится в 13 км южнее центра города.

## Расположение
Расположен в пражском районе Збраслав. На правом берегу рядом с мостом в районе Завист находится железнодорожная станция Прага-Збраслав (линия Прага—Вране-над-Влтавоу—Черчаны/Добржиш), на левом берегу — крупная региональная автомагистраль II/102, соединяющая Прагу и зону отдыха средней Влтавы.
Ниже по течению находится Радотинский мост.

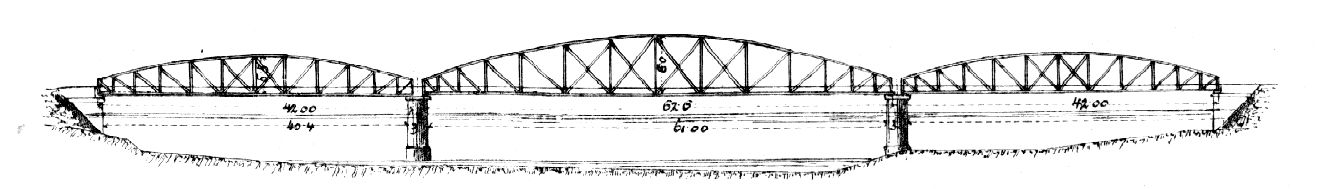
Збраславский мост. Иллюстрация из Научной энциклопедии Отто

## Название
Существовавший с 1896 года стальной мост назывался Збраславским (чеш. Zbraslavský most). Существующий мост получил свое название в честь «Велогонки Мира», международной многодневной велосипедной гонки, участники которой первыми проехали по новому мосту.

## История
В 1896 году немного выше по течению был построен трехпролетный стальной мост (42 + 62,6 + 42 м). В 1961—1964 гг. он был заменен существующим железобетонным мостом. Мост сооружен компанией «Stavby silnic a železnic» по проекту инженера Й. Тврзника (чеш. J. Tvrzník). Особенностью данного моста стало применение безопалубочного метода бетонирования пролетного строения. В 1997 г. произведен ремонт моста.

## Конструкция
Мост железобетонный с центральным арочным пролетом 75 м. Общая длина моста составляет 210 м, ширина проезжей части — 9 м. Высота моста над уровнем воды составляет 12 м. 
Мост предназначен для движения автотранспорта и пешеходов. Проезжая часть моста включает в себя 2 полосы для движения автотранспорта. Покрытие проезжей части и тротуаров — асфальтобетон. Тротуары на мосту устроены в повышенном уровне. Перильное ограждение металлическое простого рисунка. На мосту две полосы движения и два пешеходных тротуара.

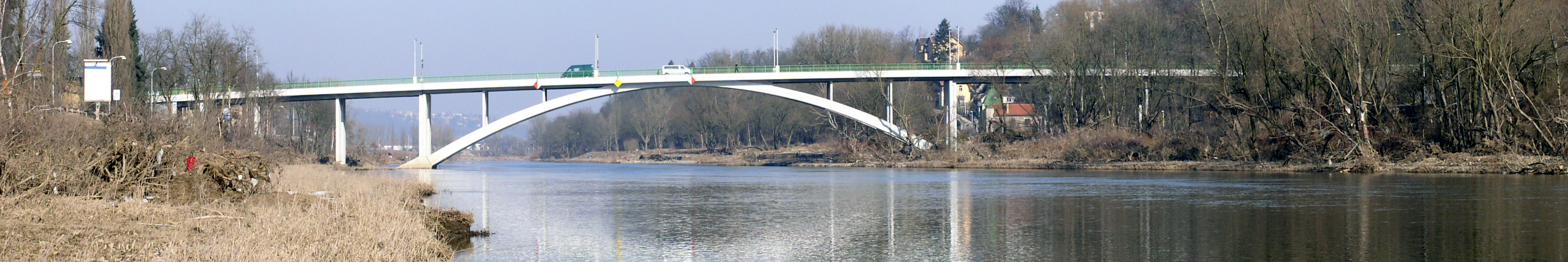
Панорама моста